# لي ويلسون (لاعب كرة قدم)
لي ويلسون (بالإنجليزية: Lee Wilson)‏ (و. 1972  م) هو لاعب كرة قدم، من المملكة المتحدة، يلعب كمهاجم.

## روابط خارجية
- لي ويلسون على موقع قاعدة بيانات كرة القدم.إي يو (الإنجليزية)
- لي ويلسون على موقع Soccerbase.com (لاعب) (الإنجليزية)